# Anthidiellum rasorium
Anthidiellum rasorium är en biart som först beskrevs av Smith 1875.  Anthidiellum rasorium ingår i släktet Anthidiellum och familjen buksamlarbin. Inga underarter finns listade i Catalogue of Life.